# Антикритика
Антикритика — возражение автора произведения или его сторонников в ответ на критику, опровержение критики.
В некоторых случаях антикритика направлена против похвалы, которую автор или его сторонник считают необоснованной или неуместной. В частности, Валерий Брюсов пишет открытое письмо Андрею Белому, «В защиту от одной похвалы», в котором отвечает на статью Белого в журнале «Апокалипсис в русской поэзии», где тот хвалит произведение Брюсова «Муза» и ставит автора в один ряд с Некрасовым, Тютчевым, Фетом, Соловьёвым и Блоком. На что Брюсов отвечает:
Нет, я решительно отказываюсь от чести быть в числе шести, если для этого должен забыть Кольцова, Баратынского, Бальмонта. Предпочитаю быть исключенным из представителей современной поэзии, вместе с Бальмонтом, чем числиться среди них с одним Блоком.
Антикритика — вид полемики, которая неизменно сопровождает любое новое литературное течение. Это необходимо со стороны авторов для того, чтобы исправить возможные ошибки или неверную методологию критиков.
Своеобразие антикритики:
- всегда основывается исключительно на том материале, который оценивался критикой;
- не расширяет тему обсуждения;
- не переводит дискуссию в более общее поле значений.

Классический пример антикритики — литературные заметки Пушкина. В отдельных случаях дискуссия, начавшаяся с антикритики, со временем утрачивает этот характер. Примером этого могут служить разногласия между классиками и романтиками во взглядах на произведения Шекспира, что впоследствии привело к появлению полемики, вышедшей за рамки антикритики и касающейся принципиальных различий между такими течениями как классицизм и романтизм.